# Bistum Sakania-Kipushi
Das Bistum Sakania-Kipushi  (lateinisch Dioecesis Sakaniensis-Kipushiensis, französisch Diocèse de Sakania-Kipushi) ist eine in der Demokratischen Republik Kongo gelegene römisch-katholische Diözese mit Sitz in Sakania.

## Geschichte
Das Bistum Sakania-Kipushi wurde am 12. Mai 1925 durch Papst Pius XI. mit der Apostolischen Konstitution Supremi apostolatus aus Gebietsabtretungen des Apostolischen Vikariates Katanga als Apostolische Präfektur Luapula Superiore errichtet. Die Apostolische Präfektur Luapula Superiore wurde am 14. November 1939 durch Papst Pius XII. mit der Apostolischen Konstitution Si sedulo Evangelii zum Apostolischen Vikariat erhoben und in Apostolisches Vikariat Sakania umbenannt.
Am 10. November 1959 wurde das Apostolische Vikariat Sakania durch Papst Johannes XXIII. mit der Apostolischen Konstitution Cum parvulum zum Bistum erhoben und dem Erzbistum Lubumbashi als Suffraganbistum unterstellt. Das Bistum Sakania wurde am 5. März 1977 in Bistum Sakania-Kipushi umbenannt.

## Ordinarien

### Apostolische Präfekten von Luapula Superiore
- Joseph Sak SDB, 1924–1939

### Apostolische Vikare von Sakania
- Joseph Sak SDB, 1939–1946
- René van Heusden SDB, 1947–1958
- Pierre François Lehaen SDB, 1959

### Bischöfe von Sakania
- Pierre François Lehaen SDB, 1959–1973
- Elie Amsini Kiswaya, 1975–1977

### Bischöfe von Sakania-Kipushi
- Elie Amsini Kiswaya, 1977–2001
- Gaston Kashala Ruwezi SDB, seit 2004